# روپرت جونز
روپرت جونز (انگلیسی: Rupert Jones؛ زادهٔ ۲۹ آوریل ۱۹۶۹) فرد نظامی اهل بریتانیا است. وی همچنین برندهٔ جوایزی همچون نشان امپراتوری بریتانیا شده‌است.